# Juan David Nasio
Juan David Nasio (1942, Rosario, Santa Fe) es un psiquiatra, psicoanalista, y escritor argentino. Es uno de los fundadores de Séminaires Psychanalytiques de París.

## Biografía
Realizó sus estudios de medicina en la Universidad de Buenos Aires y su internado de psiquiatría en el Hospital Evita de Lanús. Nasio emigró de Sudamérica a Francia en 1969 para seguir el estudio de Jacques Lacan. En mayo de 1979, pronunció una lección sobre el tema "sujeto del inconsciente", en el seminario de Lacan.
Durante 30 años fue profesor de la Universidad de París VII Denis Diderot, Sorbonne, y durante très años, tiene un seminario en la école Freudienne de París (1977-1980), después de su disolución en 1980, él fundó los Séminaires Psychanalytiques de París (1986). Recibió la prestigiosa Legión de Honor francesa (1999). 
Además de corregir la traducción en español del libro Escritos de Jacques Lacan, es autor de numerosos libros en francés, traducidos en 13 idiomas.

## Distinciones
- 1999 : Caballero de la Legión de honor.
- 2001 : Ciudadano Ilustre de la ciudad de Rosario.[2]
- 2004 : Oficial de la Orden National del Mérito (Francia).
- 2012 : Doctor honoris causa de la Universidad de Buenos Aires et de la Universidad de Tucumán
- 2015 : Doctor honoris causa de la Universidad Autónoma del Estado de México.
- 2016 : Doctor honoris causa de la Universidad de Rosario[3] et de la Universidad Siglo 21 de Córdoba.[4]
- 2017 : Doctor honoris causa de la Southern Connecticut State University.[5]

## Libros en francés
- - L'Inconscient à venir, París, Payot, 1993
  - (dir.) Aux limites du transfert, Rochevignes, 1985.
  - L’Enfant du miroir, coauteur avec Françoise Dolto, Payot, 2002
  - (dir.) Le Silence en psychanalyse, Payot, 2001
  - Enseignement de 7 concepts cruciaux de la psychanalyse, Payot, 2001
  - L'Hystérie ou l'enfant magnifique de la psychanalyse, Payot, 2001
  - Cinq Leçons sur la théorie de Jacques Lacan, Payot, 2001
  - (dir.) Introduction aux œuvres de Freud, Ferenczi, Groddeck, Klein, Winnicott, Dolto et Lacan, Payot, 1994
  - Le Livre de la douleur et de l'amour, Payot, 2003
  - Le Plaisir de lire Freud, Payot, 2001
  - (dir.) Les Grands Cas de psychose , Payot, 2000
  - Un psychanalyste sur le divan, Payot, 2009 (Poche)
  - L’Œdipe. Le concept le plus crucial de la psychanalyse, Payot, 2012
  - Le Fantasme. Le plaisir de lire Lacan, Payot, 2005
  - La Douleur d’aimer, Payot, 2005
  - La Douleur Physique, Payot, 2006
  - Mon corps et ses Images, Payot, 2013
  - Les Yeux de Laure. Nous sommes tous fous dans un recoin de notre vie, Payot, 2009
  - Introduction à la Topologie de Lacan, Payot, 2010
  - Comment agir avec un adolescent en crise ?, Payot, 2013
  - L’Inconscient, c’est la Répétition !, Payot, 2012
  - L’Inconscient de Vallotton, RMN - Grand Palais ; Musée d'Orsay, 2013
  - Art et psychanalyse, Payot, 2014
  - Oui, la psychanalyse guérit !, Payot, 2016

## Libros en español, inéditos en francés
- El magnífico niño del psicoanálisis
- La mirada en psicoanálisis
- El Acto Psicoanalítico: teoría y clínica
- Los Gritos del Cuerpo. Psicosomática
- El inconsciente es un nudo entre analista y paciente
- ¿Como trabaja un psicoanalista?
- A alucinaçao e outros estudos lacanianos
- Presentaciones Clínicas. Grupos clínicos de Buenos Aires
- ¿Por qué repetimos siempre los mismos errores?
- ¡Sí, el psicoanálisis cura! (agosto de 2017)